# Stor-Hasslingen
Stor-Hasslingen är en sjö i Krokoms kommun i Jämtland och ingår i Indalsälvens huvudavrinningsområde. Sjön har en area på 1,35 kvadratkilometer och ligger 427,1 meter över havet. Sjön avvattnas av vattendraget Hasslingsån (Fjällån).

## Delavrinningsområde
Stor-Hasslingen ingår i det delavrinningsområde (710479-142539) som SMHI kallar för Utloppet av Stor-Hasslingen. Medelhöjden är 524 meter över havet och ytan är 14,48 kvadratkilometer. Räknas de 39 avrinningsområdena uppströms in blir den ackumulerade arean 199,76 kvadratkilometer. Hasslingsån (Fjällån) som avvattnar avrinningsområdet har biflödesordning 3, vilket innebär att vattnet flödar genom totalt 3 vattendrag innan det når havet efter 296 kilometer. Avrinningsområdet består mestadels av skog (89 procent). Avrinningsområdet har 1,35 kvadratkilometer vattenytor vilket ger det en sjöprocent på 9,3 procent.